# Toftaholms alkärr
Toftaholms alkärr este o arie protejată (arie specială de conservare — SAC, sit de importanță comunitară — SCI) din Suedia întinsă pe o suprafață de 3,3 ha, integral pe uscat.

## Localizare
Centrul sitului Toftaholms alkärr este situat la coordonatele 57°00′53″N 14°01′07″E / 57.0146°N 14.0186°E.

## Înființare
Situl Toftaholms alkärr a fost declarat sit de importanță comunitară în iulie 2000 pentru a proteja un număr necunoscut de specii din flora spontană și fauna sălbatică aflate în arealul zonei. Situl a fost protejat și ca arie specială de conservare în martie 2011.

## Biodiversitate
Situată în ecoregiunea boreală, aria protejată conține 1 habitat natural: Păduri caducifoliate de mlaștină fino-scandinave.
La baza desemnării sitului se află un număr nedeclarat de specii protejate.